# きっとシリーズ
きっとシリーズは、倉本由布による日本のライトノベル。イラストは本田恵子が担当している。コバルト文庫（集英社）より1995年11月から2002年6月まで刊行された。

## ストーリー
濃子編
名古屋市に住む平凡な女子高生・碓井濃子は、修学旅行をしている最中、落雷のショックで、友人2人と共に戦国時代にタイムスリップしてしまう。ひょんなことから濃子は、あるお姫の身代わりとして織田信長の元に嫁ぐことになってしまう。
蒼生子編
女子高生の水浦蒼生子は、今まで普通の女の子だと思っていたが、ある日目覚めると飛鳥時代にタイムスリップしていた。その後も幾度となくタイムスリップを続ける中で、実は自分が織田信長と現代人の母との間に生まれた「時のハーフ」であることを知ってしまう。
瑚々編
祖父・織田信長と現代人の祖母の血をひく瑚々は、タイムスリップ体質を持つ少女。普段は、同じ体質を持つ両親と共にタイムスリップしていたが、ある日1人で平安時代にタイムスリップしてしまう。

## 登場人物

### 主人公
臼井濃子（うすい のうこ）
2巻までの主人公。高校の修学旅行中に、落雷がきっかけで友人2人と共にタイムスリップしてしまう。スリップ先で織田信長と出会い、「濃姫」として結ばれるも、再び現代へ戻ってくることになった。蒼生子編に移ってから、「病気で入院していた際に、本能寺の変で討たれた信長の元にトリップしていた」ことが判明。
水浦蒼生子（みずうら たみこ）
3巻から14巻までの主人公。濃子と信長の娘だが、濃子が現代に戻ってから生まれた。「時のハーフ」のため、タイムスリップ体質を持つ。
瑚々（ここ）
16巻からの主人公。蒼生子と信澄の娘。

### 現代
水浦亘（みずうら わたる）
濃子の再婚相手。濃子と共にスリップした友人の1人。信長と濃子の関係を理解している、
武（たけし）
瑚々のはとこ。タイムスリップ体質をもつらしい。
水浦大地（みずうら だいち）
蒼生子の弟。
藤岡武
武の父。
村上みほ
信澄の母。濃子と共にスリップした友人の1人。
鳥越佐奈

片瀬なつみ

### 戦国時代
織田信長
戦国大名。
お市
蒼生子の叔母。
津田信澄
タイムスリップ体質を持つ。後に蒼生子の夫となる。
お茶々
蒼生子の従姉妹。
五徳
蒼生子の異母妹。
明智光秀

吉乃

### 飛鳥時代
豊浦大臣

中臣鎌足

葛城

うの
蒼生子がタイムスリップして最初に会った人物。
大海人

### 平安時代
香子

馨子

波津女
幽霊。
藤原高子
貴族の娘。湖々が平安時代にタイムスリップして最初に会った人物。
藤原基経
高子の兄。
在原業平
貴族。

### 江戸時代
お七
八百屋の娘
お紺
振袖に取り付いている幽霊。
喜三郎
お紺の祖父の若衆。

### 大和時代
小碓（おうす）
信澄そっくりな少年。狭穂と双子でありながら思いあっていたが、同時に同母兄妹で愛し合うことを恐れていたために狭穂に殺された。
狭穂
小碓の双子の妹。
鹿文（かや）
そのタケル。

## 用語
時のハーフ
異なる時代の人間の間に生まれた子供。蒼生子や信澄がそれに当たる。
タイムスリップ体質
タイムスリップをしやすい体質のこと。
時の扉
タイムスリップするときにたまに現れる扉。いろいろな呼び方で呼ばれている。開く音しか出てこない場合が多い。
時の音
タイムスリップするときたまに聞こえる音。

## 既刊一覧
- 倉本由布（著） / 本田恵子（イラスト）、集英社〈コバルト文庫〉、全20巻
  - 『きっとめぐり逢える〜濃姫夢紀行〜』1995年11月10日第1刷発行（11月2日発売[2]）、ISBN 4-08-614131-0
  - 『きっと忘れない〜濃姫夢紀行〜』1996年1月10日第1刷発行（1995年12月22日発売[3]）、ISBN 4-08-614152-3
  - 『きっと君のそばにいる〜飛鳥夢紀行〜』1996年7月10日第1刷発行（7月3日発売[4]）、ISBN 4-08-614211-2
  - 『きっと待っている〜平安夢紀行〜』1996年10月10日第1刷発行（10月3日発売[5]）、ISBN 4-08-614242-2
  - 『きっとまた逢える〜安土夢紀行〜』1997年1月10日第1刷発行（1996年12月25日発売[6]）、ISBN 4-08-614275-9
  - 『きっと泣かない〜安土夢紀行〜』1997年3月10日第1刷発行（3月1日発売[7]）、ISBN 4-08-614297-X
  - 『きっと夢になる〜お江戸夢紀行〜』1997年6月10日第1刷発行（6月3日発売[8]）、ISBN 4-08-614329-1
  - 『きっとはなさない〜安土夢紀行〜』1997年9月10日第1刷発行（9月3日発売[9]）、ISBN 4-08-614366-6
  - 『きっと見つめてる〜安土夢紀行〜』1997年12月10日第1刷発行（12月2日発売[10]）、ISBN 4-08-614398-4
  - 『きっと迷わない〜大和夢紀行〜』1998年3月10日第1刷発行（3月3日発売[11]）、ISBN 4-08-614436-0
  - 『きっと始まる〜安土夢紀行〜』1998年9月10日第1刷発行（9月3日発売[12]）、ISBN 4-08-614497-2
  - 『きっとひとりじゃない〜鎌倉夢紀行〜』1998年12月10日第1刷発行（12月1日発売[13]）、ISBN 4-08-614534-0
  - 『きっと信じてる〜安土夢紀行〜』1999年2月10日第1刷発行（2月3日発売[14]）、ISBN 4-08-614552-9
  - 『きっと振りむかない〜飛鳥夢紀行〜』1999年12月10日第1刷発行（12月1日発売[15]）、ISBN 4-08-614659-2
  - 『きっとあきらめない〜吉乃夢紀行〜』2000年3月10日第1刷発行（3月3日発売[16]）、ISBN 4-08-614699-1
  - 『きっと夢みてる〜平安夢紀行〜』2000年12月10日第1刷発行（12月1日発売[17]）、ISBN 4-08-614793-9
  - 『きっとここにいる〜安土夢紀行〜』2001年3月10日第1刷発行（3月2日発売[18]）、ISBN 4-08-614825-0
  - 『きっと眠ってる〜安土夢紀行〜』2001年7月10日第1刷発行（7月3日発売[19]）、ISBN 4-08-614878-1
  - 『きっとせつない〜安土夢紀行〜』2002年3月10日第1刷発行（3月1日発売[20]）、ISBN 4-08-600081-4
  - 『きっと知らない〜安土夢紀行〜』2002年6月10日第1刷発行（6月1日発売[21]）、ISBN 4-08-600121-7